# Браун, Декстер
Декстер Браун (англ. Dexter Browne; 28 января 1976) — футболист, выступавший за сборную Сент-Винсента и Гренадин. Участник Золотого кубка КОНКАКАФ 1996.

## Карьера в сборной
В 1995 году в составе сборной Сент-Винсента и Гренадин был участником Карибского кубка, сыграл в финальном матче против сборной Тринидада и Тобаго (0:5). В следующем году попал в заявку сборной на Золотой кубок КОНКАКАФ 1996, где сыграл в обоих матчах группового этапа против Мексики (0:5) и Гватемалы (0:3) и занял с командой последнее место в группе.
Информация о выступлении за сборную в течение следующих 11 лет отсутствует, однако в 2007 году Браун был включён в заявку сборной на Карибский кубок 2007, где сыграл против сборных Гайаны и Гваделупы. После окончания турнира, вместе с несколькими партнёрами по команде, объявил о завершении карьеры в сборной.